# 沖縄コカ・コーラボトリング
沖縄コカ・コーラボトリング株式会社（おきなわコカ・コーラボトリング）は、株式会社丸仁ホールディングスの子会社で、沖縄県を販売拠点とする日本コカ・コーラのボトラーである。

## 沿革
- 1951年9月 - 国際商事合名会社設立[注 1]。
- 1956年9月19日 - 沖縄ソフトドリンクス合名会社設立。翌10月、国際商事を吸収合併し製販一体の体制となる。
- 1966年10月 - 沖縄ソフトドリンクスのフランチャイズ権利を東京コカ・コーラボトリングが継承することを了承。
- 1968年
  - 2月22日 - 沖縄ソフトドリンクス株式会社設立。
  - 商号を沖縄飲料株式会社と変更。
  - 3月 - 商号を沖縄コカ・コーラボトリング株式会社と変更。
  - 4月 - 全国に先駆けスプライトレギュラーサイズ壜発売。
- 1971年
  - 3月 - 浦添工場の第一期増設工事完了。
  - 10月 - 具志川市（現：うるま市）赤道原に具志川営業所を設置。
- 1972年
  - 4月 - 浦添工場の第二期増設工事完了。
  - 5月 - コカ・コーラ、ファンタ、スプライトの缶入り製品発売。
- 1973年9月 - 豊見城村（現：豊見城市）字我那覇に那覇営業所（現：豊見城営業所）を設置。
- 1974年2月 - ドクターペッパー200ml壜、250ml缶製品発売。
- 1976年2月 - 名護市名護（現、名護市大北）に名護営業所を設置。
- 1979年5月 - ジョージアコーヒー発売。
- 1980年3月 - 浦添工場に炭酸リットルサイズ壜製品製造ラインを設置。
- 1982年2月 - 浦添工場に果汁リットルサイズ壜製品製造ラインを設置。
- 1983年
  - 1月 - 沖縄カナダドライ株式会社（現、株式会社琉仁カスタマーサービス）設立（10%出資）。
  - 3月 - 浦添工場にワンウェイ壜製品製造ラインを設置。
- 1984年6月 - 中城村字屋宜平原に中城営業所（現、中部営業所）を設置。
- 1985年2月 - 浦添工場に炭酸缶製品製造ラインを設置し自社生産を開始。それまでは山陽コカ・コーラボトリングより製品の供給を受けていた。
- 1986年
  - 3月 - 浦添工場の炭酸リットルサイズ壜製品製造ラインを、炭酸PETボトル製品製造に対応。
  - 12月 - 浦添工場の果汁リットルサイズ壜製品製造ラインを、果汁PETボトル製品製造に対応。
- 1987年
  - 6月 - 浦添工場に茶製品用抽出設備を設置。果汁PETボトル製品製造ラインを茶製品の製造にも対応。
  - 7月 - 読谷村字長浜吹出原に読谷営業所を設置（現在は廃止し具志川営業所に統合）。
- 1989年
  - 10月 - 名護市のJA経済連農産加工場でジョージアコーヒーの委託加工開始。
  - 11月 - 浦添工場壜製品ライン統廃合工事。壜・缶兼用パストライザー設置。缶製品ラインに窒素充填装置を設置し、非炭酸缶飲料の自社生産を開始。
- 1991年1月 - 玉城村（現：南城市玉城）字愛地に玉城営業所（現、機器サービス部。営業部門は豊見城営業所に統合）を設置。
- 1994年5月 - 茶葉連続抽出設備を設置。これに伴いPET製品ラインを集約統合。
- 1996年
  - 1月 - 浦添市伊祖に特販営業所・ディスペンサー営業所（現・フードサービス営業所）を設置。
  - 10月 - 株式会社琉仁カスタマーサービスの全株式を取得。完全子会社とする。
- 1999年
  - 4月 - 浦添市伊祖に浦添営業所を設置。
  - 7月 - 浦添工場にジョージアコーヒー缶製品製造ラインを設置。
- 2001年2月 - 浦添市伊祖に配送センター倉庫を設置。
- 2007年6月 - コカ・コーラレギュラーサイズ等、全てのリターナブル瓶製品の製造を停止。浦添工場の生産設備を撤去。
- 2008年7月 - ボトルドウォーター製造ラインを設置し、沖縄限定商品「アクアバリュー」を発売。
- 2009年4月 - 2008年度ボトラーアワード授賞（ラグナガーデンホテルで表彰式）。売上げ伸び率全国12ボトラー社トップを獲得。
- 2021年3月 - 小山 良彦が代表取締役社長に就任[2]。
- 2021年6月 - 無菌充填PET製品の製造ラインを導入。薬剤を使わず、電子線照射で容器を殺菌する日本初の「プリフォーム電子線殺菌システム」を採用している[3][4]。

## 事業所
- 本社・浦添工場（OUR→UR） - 沖縄県浦添市伊祖5-14-1

2007年にガラスびん製品用ラインが撤去され、現在では炭酸・非炭酸缶ライン、レトルト缶ライン、PETライン(全製品共用及びアクアバリュー専用)を有する。容器の形状等の理由で生産できない製品については、本土の他ボトラー(主にコカ・コーラボトラーズジャパン)から調達し販売。2021年に炭酸PETブロー機と無菌充填ラインを稼働。
- 機器サービス部 - 沖縄県南城市玉城字愛地727
- 豊見城営業所 - 沖縄県豊見城市字我那覇493
- 中部営業所 - 沖縄県中頭郡中城村字屋宜286
- 名護営業所 - 沖縄県名護市大北1-23-25
- うるま営業所 - 沖縄県うるま市石川伊波1472-1
- チェーンストア営業所 - 沖縄県浦添市伊祖5-14-1
- 宮古営業所 - 沖縄県宮古島市平良字西里819-1
- 久米島出張所 - 沖縄県島尻郡久米島町大田332-1

## 特色
- 単一の都道府県のみをエリアとするボトラーは北海道コカ・コーラボトリングとあわせて2社（過去にあった東京コカ・コーラボトリングと長野コカ・コーラボトリングを入れると4社）しかなく、西日本では唯一である。
- 全国のコカ・コーラボトラーの中で唯一、預かり保証金付190mlのレギュラーサイズ瓶の生産・販売を停止した。
- かつては環境への配慮からか、全国のボトラーの中で最後まで預かり保証金付き瓶製品であるホームサイズを販売していた。また沖縄のみ瓶回収をより確実にするためリットルサイズの預かり保証金が50円であった(本土他ボトラーは30円)。
- ファンタのレギュラーサイズ瓶が沖縄だけ250mlだった。ライバルのペプシコーラも236ml（8オンス）瓶が標準サイズだった。
- 伝統的に茶が好まれる地域性のため、茶飲料の種類の豊富さは全国のボトラーでもトップクラスである。近年のさんぴん茶など沖縄市場向けの独自商品の販売に加え、かつては沖縄カナダドライを通じて伊藤園と協力関係にありその縁で独自商品であるセイロンレモンティーを開発。また伊藤園ウーロン茶のPET製品も製造販売していた。そのため早い段階から茶飲料用の抽出設備を導入・自社生産を開始したため、本土に先駆け茶製品が消費者に浸透していた。なおセイロンレモンティーは1992年に紅茶花伝セイロンレモンティーとしてリニューアル発売した(現在は終売)。
- ジョージア製品の製造ライン設置が全国で最も遅かった。これは沖縄県内の経済振興のためジョージア製品の生産を県内加工業者に委託していたためである。
- 沖縄県内で製造されているジョージア製品の缶は東洋製罐グループの琉球製罐が製造している。缶本体記載の製罐会社のマークは同じ。他地域で流通している東洋製罐の2ピースのタルクとは違い、3ピースのスチール缶であった。2015年以降ジョージア製品がアルミ缶に移行したため、差異はなくなった。
- 低かった内製率を高めて、将来的には全商品共通PETボトルを沖縄県内のメーカーから調達しコスト削減かつ県内の雇用に貢献するという試みを発表。独自商品「アクアバリュー」もこの流れから誕生した。
- 無菌充填ラインの稼働により、2リットルPET製品は他地域と同じペコらくボトルに移行した。アクアバリューは2020年（令和2年）にアクアボナに切り替わっているが、今回の変更を機にボナクアに変更された。スプライトとカナダドライジンジャーエールの1.5リットル製品はファンタ用のペコらくボトルを使用している。